# SRG SSR
La Societat suïssa de radiodifusió i televisió, coneguda per les seves sigles SRG SSR, és l'empresa de radiodifusió pública de Suïssa. Va ser fundada en 1931.
A causa del complex sistema polític suís, amb quatre llengües oficials i democràcia directa, la seva organització no és igual que en altres estats europeus. Funciona com una associació de quatre companyies de caràcter regional que posseeixen les llicències de radiodifusió: SRG.D (alemany), SSR (francès), CORSI (italià) i CRR (romanx). Totes elles, finançades a través dels usuaris de cada regió, mantenen SRG SSR com una central conjunta de producció i empresa de radiodifusió.
SRG SSR és membre actiu de la Unió Europea de Radiodifusió des de la seva creació en 1950 i accionista del canal informatiu Euronews.

## Història
El primer contacte de Suïssa amb la ràdio va tenir lloc en 1922, amb l'inici d'emissions d'una petita cadena de parla francesa des de Lausana.
El govern helvètic no va regularitzar el sistema fins a 1930, quan va establir que el nou mitjà era un servei públic. La seva expansió nacional es va dur a terme sobre la base del caràcter federal del país. En 1931 es va crear l'actual SRG SSR, companyia pública que coordinaria el treball de les diferents associacions regionals i va rebre l'única llicència d'emissió. A més, l'Agència Telegràfica Suïssa va rebre la gestió exclusiva dels serveis informatius, alguna cosa que no va canviar fins a 1971.
Les primeres emissions nacionals de ràdio van ser un canal en francès (Radio Sottens) i un altre en alemany (Radio Beromünster) en 1931. Dos anys després es va crear una emissora en italià (Radio Monte Ceneri). El reconeixement del romanx en 1938 va motivar el desenvolupament de programació pròpia en aquest idioma, integrada en l'emissora de parla germana. En 1950, SRG SSR va ser un dels fundadors de la Unió Europea de Radiodifusió.
Quant a la televisió, l'1 de març de 1953 es va posar en marxa un canal en alemany des de Zúric (actual SRF 1) en manera de prova. Un any després es va crear el canal en francès, amb seu a Ginebra. A les regions de parla italiana, es va crear en 1958 un canal la programació del qual era en alemany amb subtítols en el seu idioma, fins que en 1961 es va crear un centre de producció pròpia als afores de Lugano. A més de l'impost directe sobre els mitjans públics, es va permetre que les cadenes televisives poguessin emetre publicitat. Les emissions en color es van implementar en 1968, quan ja era un mitjà de masses i hi havia registrats més d'un milió d'usuaris.
El Consell Federal va permetre que les associacions regionals creessin segones cadenes de ràdio per a afrontar la competència dels grups privats estrangers, el senyal dels quals podia sintonitzar-se en la confederació. El monopoli estatal es va trencar en 1983 amb l'autorització d'emissores radiofòniques comercials i privades de caràcter local. No obstant això, en 1991 es va realitzar una reestructuració completa de SRG SSR per a convertir-la en un conglomerat nacional. Un any després, la llengua romanx va comptar amb la seva pròpia emissora de ràdio. Pel que fa al segon canal de televisió, en 1993 es va crear un servei comú anomenat «S Plus» (canviat de nom «Suisse 4» un any després), però el sistema no va tenir bon acolliment i a partir de l'1 de setembre de 1997 es va permetre que cada grup comptés amb el seu segon canal: SF 2 (alemany), TSR 2 (francès) i TSI 2 (italià).
El 3 de desembre de 2007 es va posar en marxa una televisió en alta definició anomenada HD suisse, amb continguts en els quatre idiomes. Va tancar el 31 de gener de 2012 i en el seu lloc es van establir versions HD dels canals de la corporació (excepte SRF info).

## Organització

### Nom
Les sigles SRG SSR corresponen al nom de la corporació («Societat suïssa de radiodifusió i televisió») en les quatre llengües oficials del país: SRG significa Schweizerische Radio- und Fernsehgesellschaft en alemany, mentre que SSR se s'associa a la resta: Société suisse de radiodiffusion et télévision en francès, Società svizzera di radiotelevisione en italià i Societad Svizra da Radio e Televisiun en romanx.
Des de 1999 fins a 2011 se li va afegir l'eslògan SRG SSR idée suisse («Idea suïssa») en referència a la seva missió de servei públic.

### Estructura

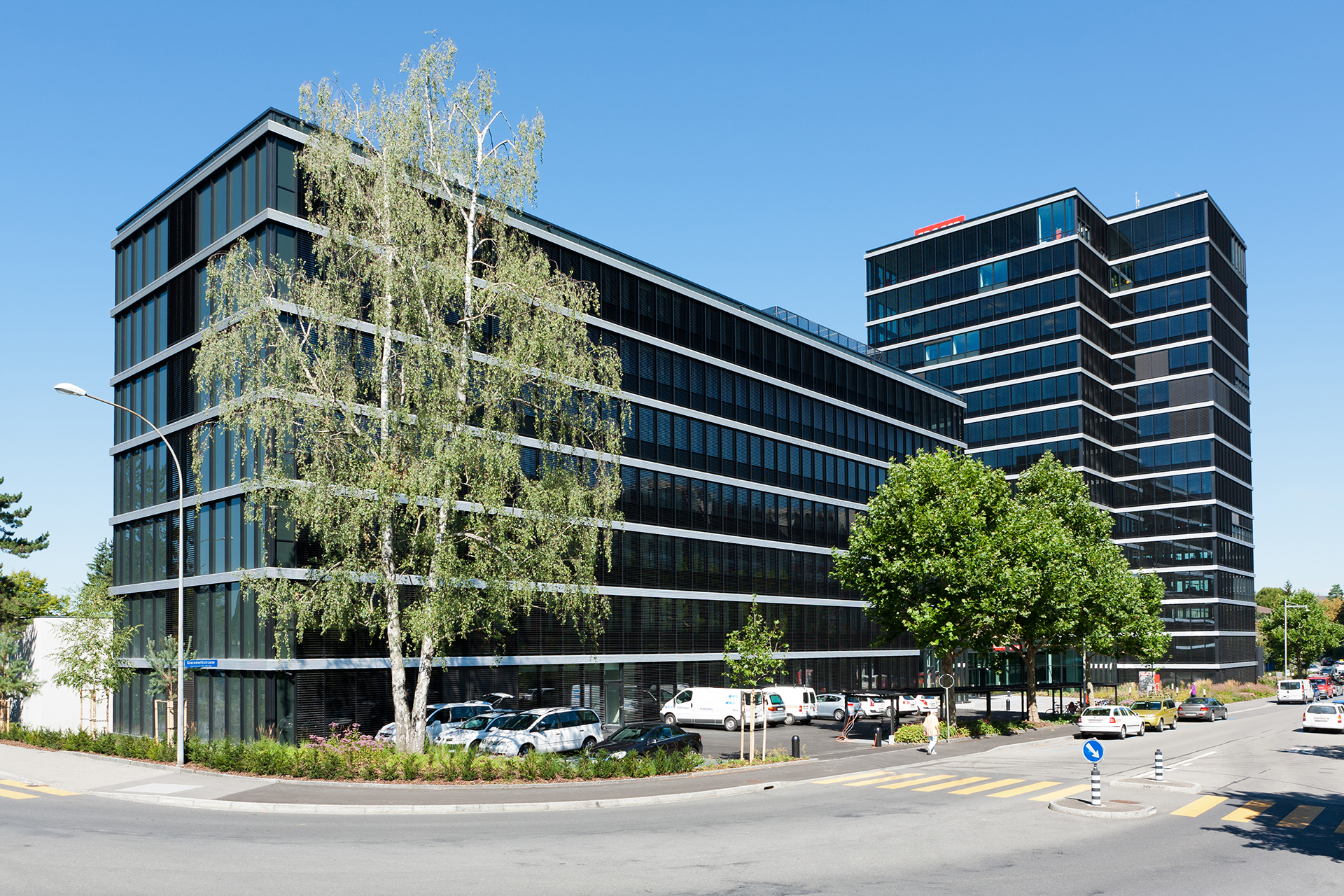
Seu de SRG SSR a Berna.

La seu central de SRG SSR està situada en Berna, capital de la confederació. Es defineix com un garant del servei públic sense ànim de lucre. En la seva missió es marca «informar, entretenir i contribuir al desenvolupament educacional i cultural», «promoure la formació d'opinió democràtica, informació pública i preservar la identitat cultural», i la difusió de «programes de qualitat en els mateixos termes en els quatre idiomes oficials», a més de tenir en compte les demandes de les majories i minories del país.
L'associació comprèn quatre companyies regionals que, en la pràctica, posseeixen les llicències de radiodifusió:
- SRG.D: ràdio i televisió en alemany i per a la comunitat romanx.
- RTSR: francès.
- CORSI: italià.
- SRG.R: romanx.

Les companyies regionals han de garantir el servei públic, cohesionar a la comunitat i contribuir a la programació de ràdio, televisió i internet. Cadascuna d'elles té el seu propi representant, consell consultiu i defensor de l'espectador.
El màxim organisme de control de SRG SSR és l'Assemblea de Delegats, formada per 41 membres que es reuneixen almenys dues vegades a l'any. Un total de 36 delegats es reparteixen en funció del pes de les companyies, i entre ells es troben els representants regionals. Els cinc restants són membres del consell d'administració: tres nomenats per l'assemblea i dues pel Consell Federal. El president del grup és triat per l'assemblea i també dirigirà el consell d'administració.
El consell d'administració del grup està compost per nou membres: els quatre presidents de les companyies regionals, dos nomenats pel Consell Federal i altres tres designats per l'assemblea de delegats. És responsable de coordinar estratègies amb les companyies regionals i de garantir els pressupostos. Per sota es troba el comitè de direcció, encarregat de les funcions executives.

### Finançament
La major part del pressupost de SRG SSR (un 75%) prové d'un impost directe per la radiodifusió pública, mentre que la resta (un 25%) prové dels patrocinis, venda de publicitat i altres ingressos comercials.
L'impost directe existeix en virtut de la Llei Federal de Ràdio i Televisió i es cobra al contribuent que tingui qualsevol aparell receptor de ràdio o televisió, sense tenir en compte l'ús que faci. Els únics sectors exempts de pagar-la són els pensionistes i els discapacitats. L'empresa que el recapta es diu Billag (filial de Swisscom) i la quantitat anual la determina el Consell Federal. Encara que SRG SSR s'emporta la major part del recaptat, també es destina alguna cosa a aquells mitjans privats que compleixin un servei públic. En 2011 es va establir en 169,15 francs suïssos (138 euros) per la ràdio i 293,25 francs (240 euros) per la televisió.

## Empreses de SRG SSR
SRG SSR està formada per cinc empreses: 
- Schweizer Radio und Fernsehen (alemany)
- Radio télévision suisse (francès)
- Radiotelevisione Svizzera (italià)
- Radiotelevisiun Svizra Rumantscha (romanx)
- Swissinfo: Plataforma internacional.

La suma de totes elles gestiona 17 emissores de ràdio i set canals de televisió, així com els serveis d'internet i teletext. La plantilla total està formada per més de 6.000 empleats, la qual cosa li converteix en l'organització de mitjans més gran de Suïssa. La seva major competència són els grups internacionals que emeten als països veïns, i que en molts casos compten amb desconnexions per al país.

## Serveis

### Schweizer Radio und Fernsehen (SRF)

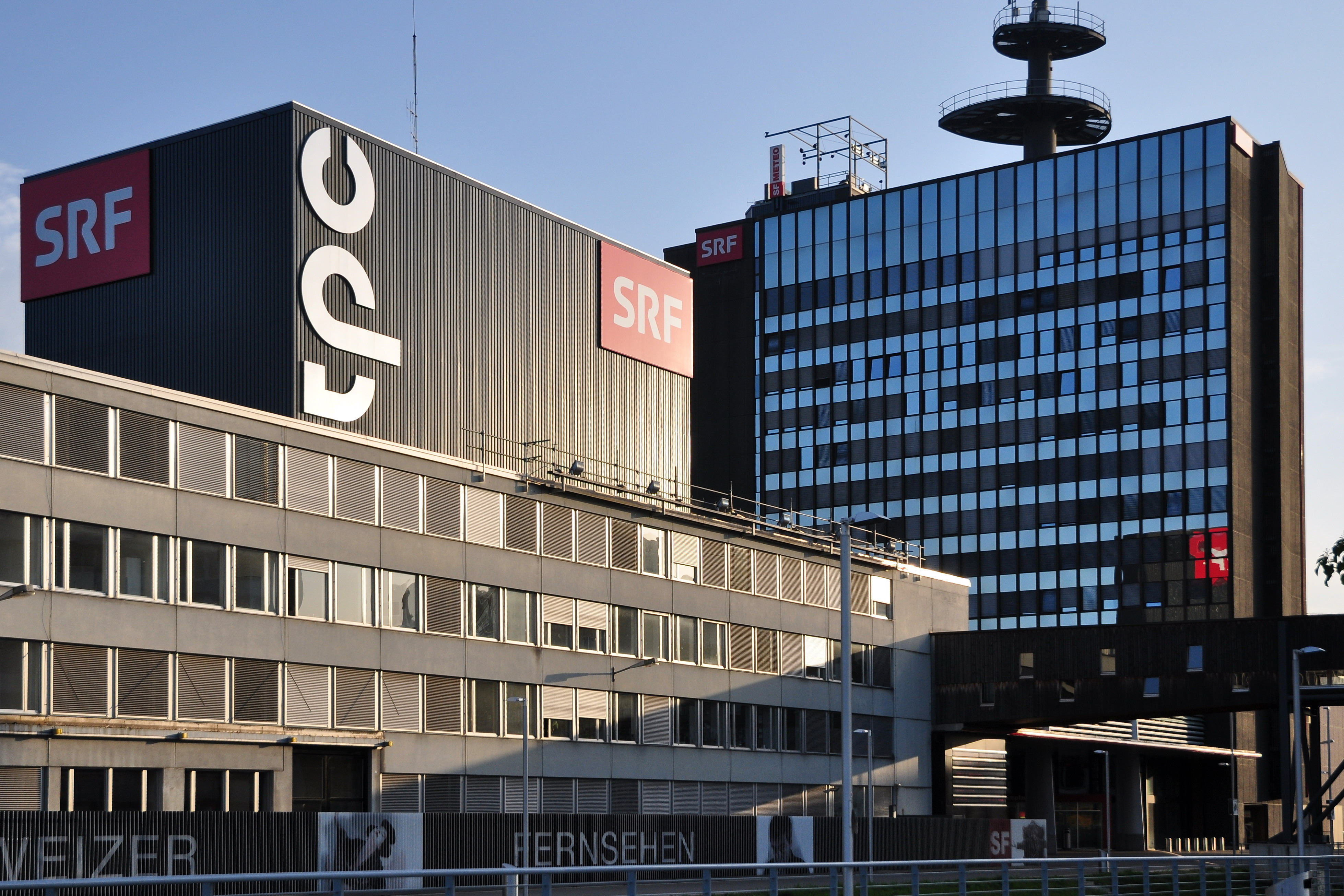
Edifici de SRF a Zúric.

Schweizer Radio und Fernsehen (SRF) és la companyia de radiodifusió encarregada del servei en alemany per a la Suïssa alemanya. Gestiona sis ràdios i tres cadenes de televisió.

#### Ràdio
- Radio SRF 1: Programació generalista.
- Radio SRF 2 Kultur: Emissora cultural. Entrà en antena el 1956.
- Radio SRF 3: Dirigida al públic juvenil.
- Radio SRF 4 News: Ràdio informativa. Entrà en antena el 5 de novembre de 2007.
- Radio SRF Virus: Ràdio juvenil, amb major oferta musical. Entrà en antena el 20 de novembre de 1999.
- Radio SRF Musikwelle: Especialitzada en música popular. Entrà en antena l'1 d'octubre de 1996.

Les principals ràdios tenen la seva seu en Basilea excepte Virus i Musikwelle, establertes en Zúric.

#### Televisió
- SRF 1: Canal generalista. Va començar a emetre el 20 de juliol de 1953.
- SRF zwei: Ofereix una programació alternativa al primer canal. Es va inaugurar l'1 de setembre de 1997.
- SRF info: Canal d'informació contínua. Creat en 2001.

Tots els canals de televisió es produeixen des de Zuric.

### Radio télévision suisse (RTS)

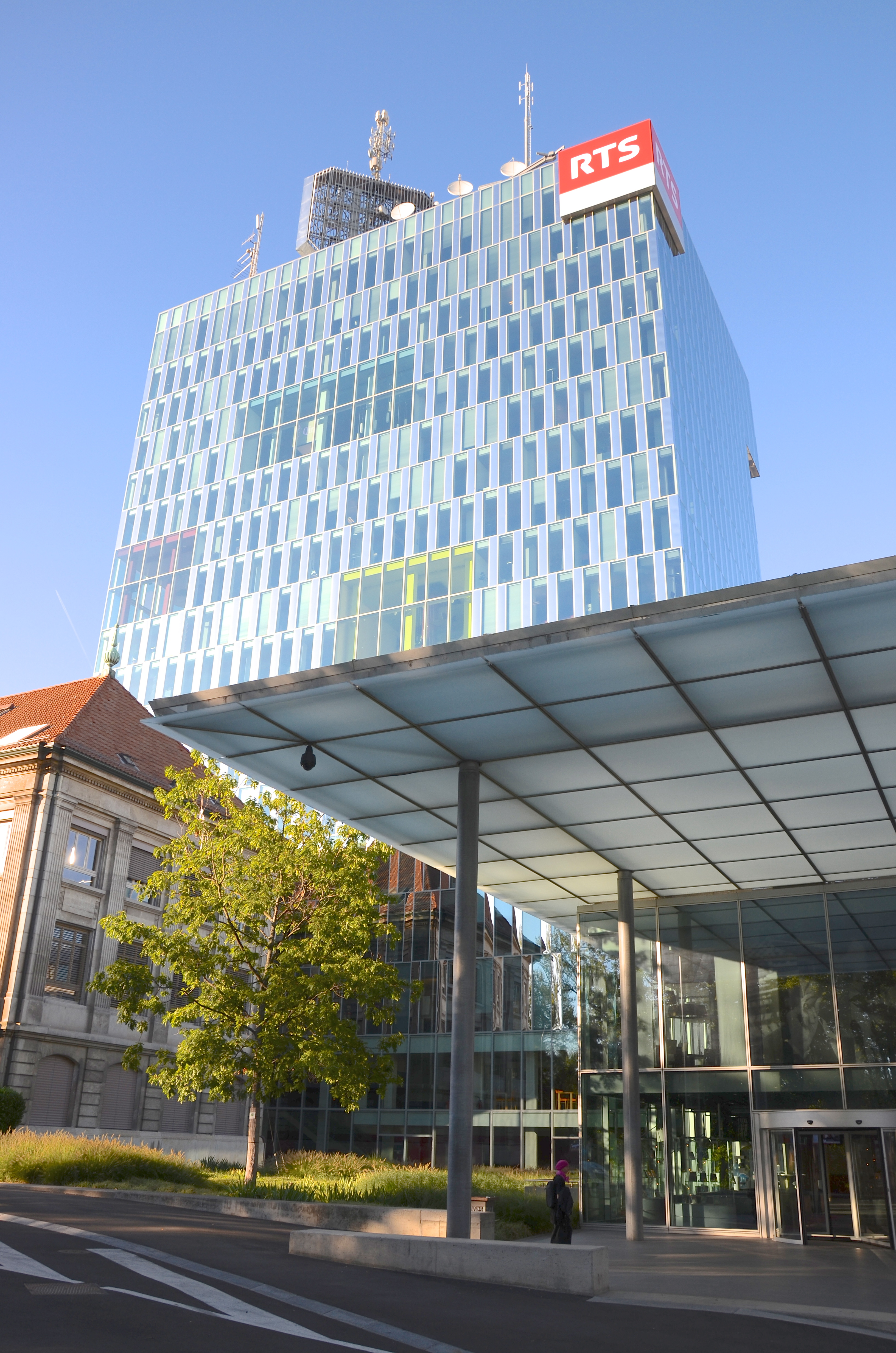
Torre de la RTS a Ginebra.

Radio télévision suisse (RTS) s la companyia de radiodifusió encarregada del servei en francès per a la Suïssa romanda. Gestiona quatre ràdios i dues cadenes de televisió.

#### Ràdio
- La Première: Programació generalista. És hereva de la primera ràdio suïssa, que va començar a emetre al setembre de 1922.
- Espace 2: Emissora cultural. Va entrar a l'aire en 1956.
- Couleur 3: Radio musical juvenil. Va entrar a l'aire en 1982.
- Option Musique: Ràdio musical especialitzada en artistes francòfons i suïssos. Va entrar a l'aire en 1994.

Totes les emissores de ràdio es produeixen des de Lausana.

#### Televisió
- RTS 1: Canal generalista. Va començar a emetre en 1954.
- RTS 2: Ofereix una programació alternativa al primer canal. Es va inaugurar l'1 de setembre de 1997.

La seu social de tots dos canals es troba en Ginebra.
La marca de notícies RTS Info (la marca actual de les quals es va implantar en 2006) té també el seu canal 24 hores que només es pot veure pel lloc web de l'empresa (rts.ch).

### Radiotelevisione svizzera di lingua italiana (RTSI)
Radiotelevisione svizzera di lingua italiana (RTS) és la companyia de radiodifusió encarregada del servei en idioma italià per a la Suïssa italiana. Gestiona tres ràdios i dues cadenes de televisió.

#### Ràdio
- Rete Uno: Programació generalista. Entrà en antena el 29 d'octubre de 1933.
- Rete Due: Emissora cultural. Entrà en antena en 1985.
- Rete Tre: Ràdio musical, dirigida al públic jove. Va entrar a l'aire l'1 de gener de 1988 a les 12.03 a. m.

#### Televisió
- RSI La 1: Canal generalista. Va començar a emetre en novembre de 1961.
- RSI La 2: Ofereix una programació alternativa al primer canal. Es va inaugurar l'1 de setembre de 1997.

Tant la ràdio com la televisió tenen la seva seu en Lugano.

### Radiotelevisiun Svizra Rumantscha (RSR)

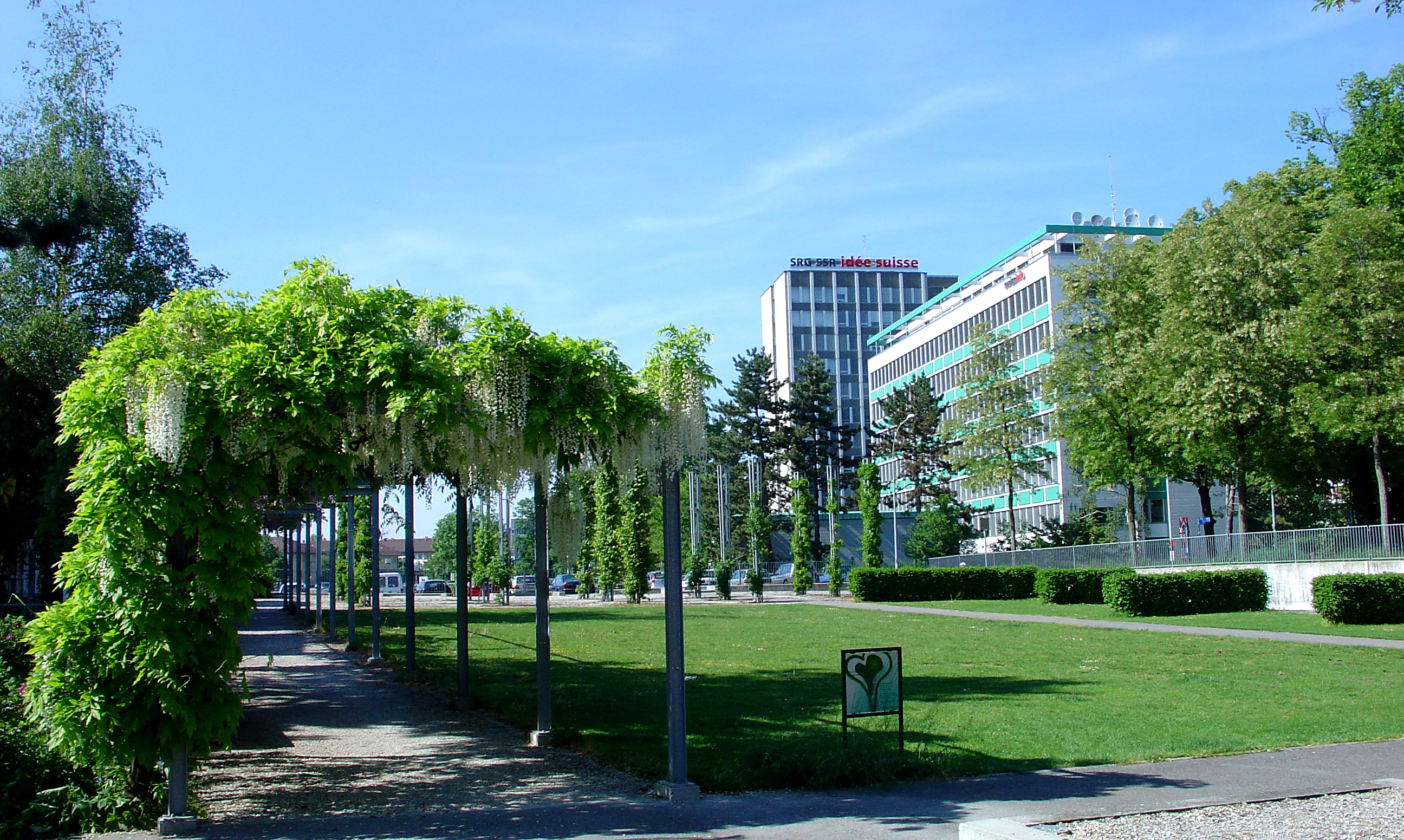
Seu central de Swissinfo.

Radiotelevisiun Svizra Rumantscha (RSR) és la companyia de radiodifusió encarregada del servei en romanx. Gestiona una emissora de ràdio i una productora de programes de televisió.
- Radio Rumantsch: Emissora generalista en retoromànic.
- Televisiun Rumantscha: Productora de programes de televisió en romanx. No posseeix freqüència pròpia, sinó que emet a través dels canals de SRF i RTSI.

### Swissinfo
Swissinfo és un lloc web suís d'informació multimèdia, que funciona com el servei internacional de SRG SSR. El seu objectiu és informar els suïssos en l'exterior, així com projectar la imatge internacional del país. Està disponible en deu idiomes: alemany, francès, italià, anglès, espanyol, portuguès, àrab, xinès, rus i japonès.
El seu estudi es troba a Berna, en el mateix edifici que la seu central de SRG SSR, i compta amb delegacions dins i fora del país.

### Swiss Satellite Radio
Servei de ràdio per satèl·lit que comprèn tres emissores musicals: Radio Swiss Classic, Radio Swiss Jazz i Radio Swiss Pop.